# Еквадор на зимових Олімпійських іграх 2022
Еквадор взяв участь у зимових Олімпійських іграх 2022, що тривали з 4 до 20 лютого в Пекіні (Китай).
Збірна Еквадору складалася з однієї гірськолижниці. Сара Ескобар як єдина представниця своєї країни несла її прапор на церемонії відкриття.

## Спортсмени
Кількість спортсменів, що взяли участь в Іграх, за видами спорту.
| Вид спорту          | Чоловіки | Жінки | Загалом |
| ------------------- | -------- | ----- | ------- |
| Гірськолижний спорт | 0        | 1     | 1       |
| Загалом             | 0        | 1     | 1       |

## Гірськолижний спорт
Від Еквадору на Ігри кваліфікувалася одна гірськолижниця, що відповідав базовому кваліфікаційному критерію. Сара Ескобар — американка в першому поколінні, що вирішила змагатися за країну своїх батьків, Еквадор.
| Спортсмен    | Дисципліна                 | 1-й спуск | 1-й спуск | 2-й спуск | 2-й спуск | Сума | Сума  |
| Спортсмен    | Дисципліна                 | Час       | Місце     | Час       | Місце     | Час  | Місце |
| ------------ | -------------------------- | --------- | --------- | --------- | --------- | ---- | ----- |
| Сара Ескобар | Гігантський слалом (жінки) | 1:21.26   | 61        | НФ        | НФ        | НФ   | НФ    |